# رزا حسن‌زاده آژیری
رزا حسن‌زاده آژیری روزنامه‌نگار و خبرنگار اهل ایران بود که در رادیوفردا فعالیت می‌کرد و بامداد روز ۷ مهر ۱۳۸۸ (۲۹ سپتامبر ۲۰۰۹) در سن ۲۷ سالگی در سانحه رانندگی در اطراف پراگ به همراه امیر زمانی‌فر درگذشت. وی متولد دهم بهمن ماه سال ۱۳۶۰ (۳۰ ژانویه ۱۹۸۲) است. پیکر او در ایالات متحده آمریکا، به خاک سپرده شد.